# 罗什莫尔
罗什莫尔（法語：Rochemaure，法語發音：[ʁɔʃmɔʁ]）是法国阿尔代什省的一个市镇，属于普里瓦区。

## 地理
罗什莫尔（44°35'15"N, 4°42'14"E）面积24.33 平方千米，位于法国奥弗涅-罗讷-阿尔卑斯大区阿尔代什省，该省份为法国东南部内陆省份，北起顺时针与卢瓦尔省、伊泽尔省、德龙省、沃克吕兹省、加尔省、洛泽尔省和上盧瓦爾省接壤。
与罗什莫尔接壤的市镇（或旧市镇、城区）包括：欧比尼亚斯、梅斯、拉韦宗河畔圣马丹、勒泰伊、昂科讷、蒙特利馬爾、萨瓦斯。
罗什莫尔的时区为UTC+01:00、UTC+02:00（夏令时）。

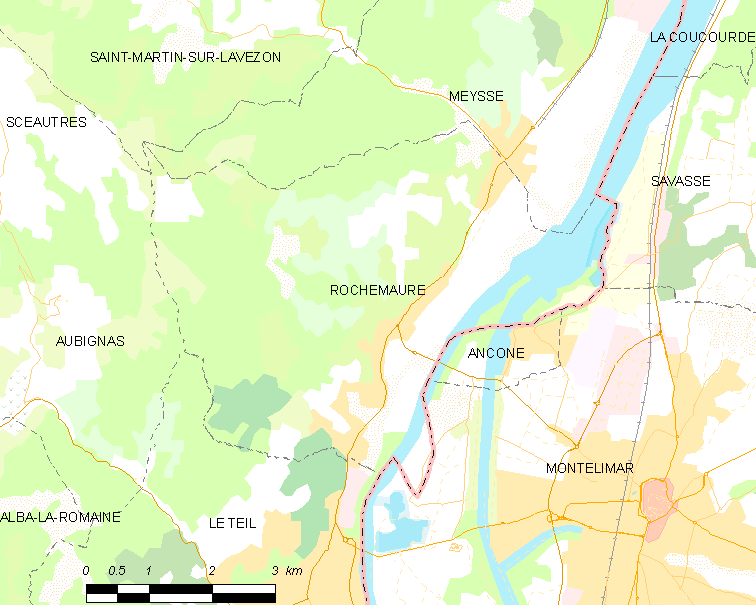
罗什莫尔的OSM定位图

## 行政
罗什莫尔的邮政编码为07400，INSEE市镇编码为07191。

## 政治
罗什莫尔所属的省级选区为勒普赞县。

## 人口

1962-2008年间罗什莫尔人口变化图示

罗什莫尔于2022年1月1日时的人口数量为2250人。